# Santa Ana Mayorazgo
Santa Ana Mayorazgo är en ort i kommunen Otzolotepec i delstaten Mexiko i Mexiko. Samhället hade 3 776 invånare vid folkräkningen 2020.